# Râul Sârbu
Râul Sârbu este un curs de apă, afluent de stânga al râului Bobu, are este un afluent al Oltețului.

## Generalități
Râul Sârbu nu are afluenți semnificativi.